# Překupník
Překupník je román amerického spisovatele Eda McBaina z roku 1956. Kniha je rozdělena do šestnácti kapitol. Pochází ze série o fiktivním detektivním okrsku – známý jako 87. revír – ve vymyšleném městě Isola.
Kniha vyšla v České republice poprvé společně s dalším příběhem série nazvaným Vrahův žold. Podruhé ji vydalo v roce 2008 nakladatelství BB/art, a to samostatně a v překladu Ludmily Havlíkové, třetí vydání vydání bylo v témže překladu a nakladatelství v roce 2011 součástí souborného vydání spolu s předchozími romány Zabiják a Útočník.

## Postavy
- Steve Carella – hlavní vyšetřující detektiv tohoto případu
- Bert Kling – spoluvyšetřující detektiv
- Aníbal „Annabelle“ Hernandez – překupník, oběť
- María Hernandezová – jeho sestra
- Peter Byrnes – detektiv, vedoucí okrsku
- Larry Byrnes – jeho syn
- Gonzo – neznámý dealer
- Danny Gimp – práskač
- Hal Willis – detektiv
- Roger Havilland – detektiv

## Povaha zločinu
Zdánlivá sebevražda, vraždy

## Děj románu
Detektivka se odehrává několik dní před Vánoci roku 1956 a končí Štědrým dnem. V malé uličce je nalezen oběšený dealer Aníbal Hernandez, při pitvě se ale zjistí, že byl předávkován heroinem a teprve potom kdosi neznámý velmi neobratně naaranžoval sebevraždu. Poručíku Byrnesovi zavolá anonym a oznámí mu, že na injekční stříkačce nalezené u Hernandeze jsou otisky prstů jeho syna Larryho. Byrnese zpráva, že jeho syn fetuje, šokuje. Poté, co na něj udeří, se mu Larry přizná, že od Hernandeze kupoval heroin a ten večer u něj byl. Byrnes pozná, že vše bylo nastrojeno tak, aby se jeho syn stal hlavním podezřelým, i když se mu nevyhnou ani pochybnosti, zda není skutečně vrahem.
Vraždy přibývají – kdosi neznámý zavraždí Hernandezovu sestru Marii, která si na fetování vydělávala prostitucí (na místě vraždy se najde jako jediná stopa holubí pírko, ze které detektivové usoudí, že vrah chová holuby), i starou Dolores, která jí tu noc pronajala byt.
Carella při namátkové kontrole podezřelých mladíků zjistí, že dealera nahradil jakýsi Gonzo a že se s ním scházeli v Groverově parku. Carella se ho na uvedeném místě snaží zastihnout, ale když se mu to podaří, považuje jej za někoho jiného a nechá se zaskočit. Je Gonzem třikrát postřelen a v nemocnici bojuje o život.
Do nemocnice za ním přichází práskač Danny Gimp, který svěřuje Byrnesovi, že se jedná ve skutečnosti o muže jménem Dickie Collins, Gonzo je jen přezdívka. Policie Collinse okamžitě zatkne a dozví se od něj, že se vrah jmenuje Douglas Patt. Byrnes ho zatýká na střeše, kde tráví čas u milovaných holubů. Patt obchodoval s drogami ve velkém, potřeboval mezi policií známého, který ho bude krýt, a chtěl toho dosáhnout tím, že zinscenuje vraždu s hlavním podezřelým Larrym Byrnesem a následně bude poručíka Byrnese vydírat.
Závěrečná scéna se odehrává v nemocnici, kde Byrnes potkává Teddy Carellovou a poznává na ní, že Steve přežije.
V roce 1991 napsal Ed McBain doslov, ve kterém uvádí, že v původní verzi románu nechal Steva Carellu zemřít (v duchu celé série, že hlavní hrdinou je celý revír a nezáleží na jednotlivcích), ale nakladatel ho přiměl závěr děje změnit.